# Žiga Jelar
Žiga Jelar (* 22. Oktober 1997) ist ein slowenischer Skispringer und Musiker. Sein bisher größter Erfolg ist der Gewinn des Skiflug-Weltcups in der Saison 2021/22. Zudem wurde er bei den Junioren-Weltmeisterschaften 2017 Titelträger mit der slowenischen Junioren- und der Mixed-Mannschaft.

## Werdegang
Jelar, der für SK Triglav Kranj startet, debütierte am 13. und 14. September 2013 in Einsiedeln im Alpencup, wo er die Plätze 60 und 57 belegte. Im Februar 2014 startete Jelar in Zakopane erstmals im FIS Cup. Seitdem nimmt er regelmäßig an beiden Wettbewerbsserien teil.
Am 1. Februar 2015 debütierte Jelar in Zakopane im Continental Cup und belegte dort den 32. Platz. Seine beste Platzierung bisher im Continental Cup war ein achter Platz in Bischofshofen am 30. Januar 2016. Am 23. Februar 2016 startete Jelar in Kuopio erstmals im Weltcup und erreichte dort den 43. Platz, womit er ohne Weltcuppunkte blieb.
Bei den Slowenischen Meisterschaften 2016 in Planica gewann Jelar im Mannschaftswettbewerb zusammen mit Cene Prevc, Domen Prevc und Nejc Dežman die Goldmedaille. Ein Jahr später bei den Nordischen Junioren-Weltmeisterschaften 2017 in Park City, Utah gewann Jelar im Mannschaftswettbewerb von der Normalschanze zusammen mit Tilen Bartol, Aljaž Osterc und Bor Pavlovčič die Goldmedaille vor Deutschland und Österreich. Zudem sicherte er sich im Mixed-Team-Wettbewerb gemeinsam mit Bartol, Ema Klinec und Nika Križnar ebenfalls Gold.
Am 29. Juli 2017 startete Jelar in Hinterzarten erstmals beim Sommer-Grand-Prix und wurde hier 41. Im August 2017 wurde Jelar Dritter in der Gesamtwertung der erstmals ausgetragenen Beskiden-Tour 2017. Dabei verpasste er mit einem vierten Platz beim ersten Wettbewerb am 18. August in Szczyrk seine erste Podestplatzierung im Continental-Cup nur knapp. Nachdem er beim Grand Prix in Klingenthal wegen Mängeln am Anzug disqualifiziert wurde, beendete er die Saison 2017 als 49. der Gesamtwertung.
Seine ersten Weltcuppunkte erreichte Jelar, als er am 30. Dezember 2017 beim Auftaktspringen der Vierschanzentournee 2017/18 auf der Schattenbergschanze in Oberstdorf 19. wurde. Nachdem er auch bei den drei weiteren Springen punkten konnte, beendete er die Tournee auf einem 17. Rang. Obwohl er auch danach mehrfach in die Punkteränge sprang, blieb das Ergebnis aus Oberstdorf bis zum Ende der Saison seine beste Platzierung bei einem Einzelspringen im Weltcup.
Bei den Weltmeisterschaften 2019 in Seefeld in Tirol belegte er die Plätze 23 von der Großschanze und 27 von der Normalschanze. Zudem wurde er mit der slowenischen Herren-Mannschaft Sechster und mit dem Mixed-Team Vierter. Nachdem er beim Normalschanzen-Wettbewerb von der Toni-Seelos-Olympiaschanze bei schwierigen Verhältnissen nach dem ersten Durchgang auf dem dritten Platz rangierte, sprang Jelar im zweiten Durchgang nur noch auf 87,0 Meter und landete schließlich auf dem 27. Platz. Der sportliche Leiter der deutschen Mannschaft Horst Hüttel kritisierte, dass die Jury nicht aufgrund des dichten Schneefalls eingegriffen habe: „Der zweite Durchgang war komplett irregulär. Wenn das nicht irregulär ist, dann verstehe ich die Welt nicht mehr. Dafür gibt es ein Wettkampf-Management. Die haben kläglich versagt.“ Auch der österreichische Verbandspräsident Peter Schröcksnadel sprach von einer Lotterie und kritisierte das Festhalten am Zeitplan: „Wir haben Glück gehabt. Wir haben eine Bronzene in der Lotterie gewonnen und darüber freuen wir uns. Es war ein verrücktes Springen und für mich nicht regulär. (…) Mit längerem Zuwarten hätte man den dichtesten Schneefall übertauchen können, das schnelle Durchziehen nur für das Fernsehen ist nicht richtig gewesen.“
Bei der Raw Air 2020 im März 2020 konnte er seine ersten beiden Weltcuppodiumsplätze erringen. Zunächst sprang er beim Teamspringen am 7. März in Oslo mit der slowenischen Mannschaft auf den dritten Platz und nur drei Tage später erreichte er in Lillehammer im Einzelspringen von der Großschanze den zweiten Rang. In der Gesamtwertung der Raw Air wurde er Vierter.

## Erfolge

### Weltcupsiege im Einzel
| Nr. | Datum         | Ort     | Typ         |
| --- | ------------- | ------- | ----------- |
| 1.  | 25. März 2022 | Planica | Flugschanze |

### Weltcupsiege im Team
| Nr. | Datum         | Ort     | Typ         |
| --- | ------------- | ------- | ----------- |
| 1.  | 26. März 2022 | Planica | Flugschanze |

### Continental-Cup-Siege im Einzel
| Nr. | Datum            | Ort           | Typ         |
| --- | ---------------- | ------------- | ----------- |
| 1.  | 12. Januar 2019  | Bischofshofen | Großschanze |
| 2.  | 5. Februar 2022  | Iron Mountain | Großschanze |
| 3.  | 20. Februar 2022 | Rena          | Großschanze |
| 4.  | 12. März 2022    | Zakopane      | Großschanze |

## Statistik

### Weltcup-Platzierungen
| Saison  | Platz | Punkte |
| ------- | ----- | ------ |
| 2017/18 | 44.   | 043    |
| 2018/19 | 54.   | 017    |
| 2019/20 | 28.   | 200    |
| 2020/21 | 25.   | 207    |
| 2021/22 | 20.   | 389    |
| 2022/23 | 17.   | 498    |
| 2023/24 | 62.   | 007    |
| 2024/25 | 63.   | 004    |

### Grand-Prix-Platzierungen
| Saison | Platz | Punkte |
| ------ | ----- | ------ |
| 2017   | 49.   | 032    |
| 2019   | 36.   | 057    |
| 2020   | 26.   | 013    |
| 2021   | 50.   | 026    |
| 2024   | 46.   | 042    |

### Continental-Cup-Platzierungen
| Saison  | Sommer | Sommer | Winter | Winter | Gesamt | Gesamt |
| Saison  | Platz  | Punkte | Platz  | Punkte | Platz  | Punkte |
| ------- | ------ | ------ | ------ | ------ | ------ | ------ |
| 2013/14 | 82.    | 014    | –      | –      | –      | –      |
| 2015/16 | –      | –      | 64.    | 070    | 83.    | 040    |
| 2016/17 | 82.    | 014    | 67.    | 070    | 80.    | 084    |
| 2017/18 | 19.    | 141    | 29.    | 236    | 29.    | 377    |
| 2018/19 | –      | –      | 22.    | 340    | 27.    | 340    |
| 2019/20 | 56.    | 054    | 10.    | 400    | 19.    | 454    |
| 2021/22 | –      | –      | 04.    | 716    | 06.    | 716    |

## Musik
Žiga Jelar, der Gitarre und Akkordeon spielt, begann 2019 mit dem Hochladen von Musik auf Youtube und Spotify. Von 2019 bis 2023 veröffentlichte er auf Youtube, wo er 2900 Abonnenten hat, sowie auf Spotify, wo er als verifizierter Künstler gelistet ist, 6 Singles, von denen Prijatelji auf Spotify und Zakaj gorijo solze auf Youtube die erfolgreichsten waren (Stand Februar 2024). Im Jahr 2023 veröffentlichte er sein erstes Album mit dem Namen Brez pravil, das 10 Songs enthält. Mit einer Ausnahme sind alle Songs auf Slowenisch und wurden alle durch Streamarnica veröffentlicht.